# Frontière entre la Barbade et le Guyana
La frontière entre la Barbade et Guyana est la zone frontalière, intégralement maritime, séparant la Barbade et Guyana, dans l'Océan Atlantique Nord.

## Caractéristiques
À proprement parler, c'est un triangle où les deux pays ont décidé de coopérer par un accord signé le 2 décembre 2003 entre le premier ministre de l’État de la Barbade Owen et le président du Guyana Bharrat Jagdeo.
Le triangle est formé de trois points :
- CZ1 est le point d'intersection avec les limites de 200 miles marins de la ZEE de la Barbade et de la ZEE du Guyana
- CZ2 est le point d'intersection avec les limites de 200 miles marins de la ZEE du Guyana et de tout autre état, en l'occurrence Trinité-et-Tobago
- CZ3 est le point d'intersection avec les limites de 200 miles marins de la ZEE de la Barbade et de tout autre état, en l'occurrence Trinité-et-Tobago

Chaque coté mesure à peine un dixième de minute d'arc.

## Carte des frontières maritimes dans les Caraïbes

Délimitations des frontières maritimes dans les États et territoires des Caraïbes.